# Кларк, Джон (физик)
Джон Кларк (John Clarke, род. 10 февраля 1942, Кембридж) — британо-американский физик, специалист в области конденсированных сред и по материаловедению, известен своей работой по сверхпроводимости и в частности разработкой и применением СКВИДов. Профессор Калифорнийского университета в Беркли, член Лондонского королевского общества (1986) и Американского философского общества (2017), иностранный член НАН США (2012).
В Кембриджском университете получил степени бакалавра (1964), доктора философии Ph.D. (1968) и доктора наук Sc.D. (2005). После — в Калифорнийском университете в Беркли, сперва как постдок, затем (с 1969) в штате по физике, ныне профессор его высшей школы.
Член Американской академии искусств и наук (2015), Американского физического общества и Американской ассоциации содействия развитию науки, а также британского Института физики.

## Награды и отличия
- Профессор имени Миллера[когда?]
- Стипендиат фонда Слоуна
- Стипендия Гуггенхайма (1977)
- Distinguished Teaching Award, Калифорнийский университет в Беркли (1983)
- Калифорнийский учёный 1987 года
- Премия Фрица Лондона (1987)
- Joseph F. Keithley Award For Advances in Measurement Science[англ.] (1998, первый удостоенный)
- Премия Комстока Национальной АН США (1999)
- Медаль Хьюза Лондонского королевского общества (2004)
- Faculty Research Lecturer, Калифорнийский университет в Беркли (2005)